# Challenger de Santiago 2025
El torneo Challenger de Santiago 2025, denominado por razones de patrocinio Challenger De Santiago - Dove Men Care fue un torneo de tenis perteneció al ATP Challenger Tour 2025 en la categoría Challenger 75. Se trató de la 19ª edición; el torneo tuvo lugar en la ciudad de Santiago (Chile), desde el 10 hasta el 16 de marzo de 2025 sobre pista de tierra batida al aire libre.

## Jugadores participantes del cuadro de individuales
| Preclasificado | País                 | Jugador             | Rank1 | Posición en el torneo |
| 1              | Bandera de Brasil    | Thiago Monteiro     | 105   | FINAL                 |
| 2              | Bandera de Colombia  | Daniel Elahi Galán  | 123   | CAMPEÓN               |
| 3              | Bandera de Chile     | Tomás Barrios       | 153   | Segunda ronda         |
| 4              | Bandera de Argentina | Juan Pablo Ficovich | 169   | Primera ronda         |
| 5              | Bandera de Paraguay  | Daniel Vallejo      | 195   | Primera ronda         |
| 6              | Bandera de Perú      | Juan Pablo Varillas | 198   | Primera ronda         |
| 7              | Bandera de Bolivia   | Murkel Dellien      | 199   | Segunda ronda         |
| 8              | Bandera de Argentina | Andrea Collarini    | 202   | Cuartos de final      |

- 1 Se ha tomado en cuenta el ranking del 3 de marzo de 2025.

### Otros participantes
Los siguientes jugadores recibieron una invitación (wild card), por lo tanto ingresan directamente al cuadro principal (WC):
- Benjamín Torrealba
- Nicolás Villalón
- Diego Dedura-Palomero

Los siguientes jugadores ingresan al cuadro principal tras disputar el cuadro clasificatorio (Q):
- Pedro Boscardin Dias
- Kilian Feldbausch
- Guido Iván Justo
- Yuki Mochizuki
- João Lucas Reis da Silva
- Paulo André Saraiva dos Santos

## Campeones

### Individual Masculino
- Daniel Elahi Galán derrotó en la final a  Thiago Monteiro por 7–5, 6–3

### Dobles Masculino
- Vasil Kirkov /  Matías Soto derrotaron en la final a  Mateus Alves /  Luís Britto por 6–4, 6–3